# Prekopakra
Prekopakra je naselje u Republici Hrvatskoj u Požeško-slavonskoj županiji, u sastavu grada Pakraca.

## Zemljopis
Prekopakra se nalazi zapado od Pakraca s kojim je spojena.

## Stanovništvo
Prema popisu stanovništva iz 2011. godine Prekopakra je imala 1066 stanovnika. Značajna nacionalna zajednica u Prekopakri su Česi.
Većina njih su članovi udruge češke manjinske zajednice Češke besede. Ova udruga je jedna od najstarijih u tim krajevima. Organizacija je utemeljena 13. veljače 1907. Dva i pol desetljeća poslije, 1931. godine, u Prekopakri je sagrađen Češki dom.
| broj stanovnika | 358   | 423   | 493   | 746   | 863   | 1123  | 1070  | 1173  | 944   | 1027  | 1135  | 1324  | 1301  | 1347  | 1127  | 1066  | 969   |
|                 | 1857. | 1869. | 1880. | 1890. | 1900. | 1910. | 1921. | 1931. | 1948. | 1953. | 1961. | 1971. | 1981. | 1991. | 2001. | 2011. | 2021. |

## Šport
- NK Slavonija Prekopakra